# プリンス (テニスラケット)
プリンス（Prince）は、ラケットを中心にテニス用品を製造している米国のメーカー。
1970年にテニス・ボール・マシンのメーカーとして創業。1976年にはストリング面が110平方インチのテニスラケット「クラシック」を発表。70平方インチほどしかなかった従来のラケットに対し、日本ではデカラケと呼ばれた。
その後、テニス用品の他、バドミントンやスカッシュ用品の製造にも着手した。
一時ベネトンの傘下に入った事もある。かつてはマルチナ・ナブラチロワやマリア・シャラポアが愛用したブランドとして知られる。
2012年5月1日にデラウェア州の連邦倒産裁判所に連邦倒産法第11章の適用を申請し、再建を目指すことになった。負債額は6,000万ドルを超える。日本国内ではグローブライド（旧ダイワ精工）が販売ライセンス契約を行っている。2012年5月には米国のAuthentic Brands Groupの下に再建｡ ダビド・フェレール､ ブライアン兄弟、ジョン・イズナー、リュカ・プイユなど世界のトッププレーヤーが使用している｡